# Van Beuren Studios
Van Beuren Studios est un studio d'animation qui a produit des dessins animés et des documentaires pour le grand écran de 1930 à 1936.
Parmi les séries de Van Beuren, on peut citer Cubby Bear et Tom & Jerry (série qui a été rebaptisée Dick & Larry dans les années 1950 quand MGM a créé ses propres Tom & Jerry).

## Histoire

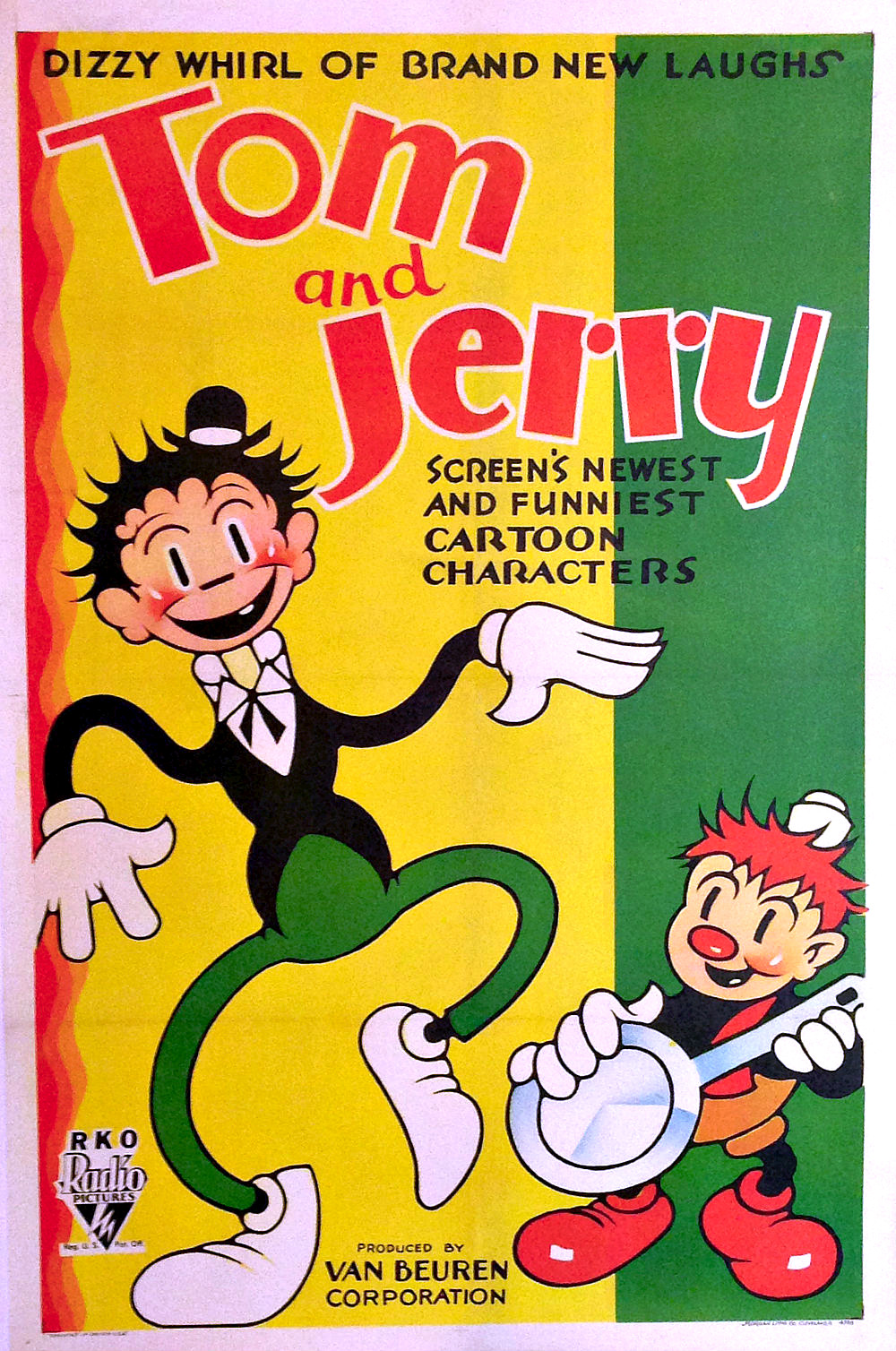
Affiche montrant les personnages Tom et Jerry des studios Van Beuren.

En 1920, l'organisation Keith-Albee a fondé Fables Pictures pour la production de la série de dessins animés Aesop's Film Fables avec Paul Terry, qui possédait lui-même 10% du studio.  Le producteur Amedee J. Van Beuren a racheté le studio en 1928, conservant Terry et renommant l'entreprise après son nouveau propriétaire. Van Beuren a sorti le premier court métrage d'animation sonore de Terry Dinner Time (1928) (un mois avant Steamboat Willie de Disney) via Pathé Exchange, qui est devenu plus tard une partie de RKO Pictures. Terry dirigeait le studio d'animation tandis que Van Beuren se concentrait sur d'autres parties de l'entreprise. En 1929, Terry a démissionné pour créer son propre studio Terrytoons et John Foster a repris le département d'animation.
Van Beuren sort ses films via RKO Radio Pictures. Les premiers dessins animés sonores de Van Beuren sont presque identiques aux derniers dessins animés muets : très visuels, avec peu de dialogues et des effets sonores occasionnels. Les chefs d'orchestre Gene Rodemich et Winston Sharples ont supervisé la musique. Les principaux personnages de dessins animés de la société étaient " Tom et Jerry ", un duo d'un grand et un petit, généralement des vagabonds qui tentaient diverses occupations. Ils n'ont aucun lien avec les Tom et Jerry plus connu de la MGM, le duo de chat et souris et l'ancienne série Tom et Jerry de Van Beuren a été rebaptisée "Dick et Larry" dans diverses incarnations futures. Van Beuren était parfaitement conscient que les dessins animés à succès comportaient souvent des "stars" animées et a exhorté son personnel à proposer de nouvelles idées pour les personnages. Cubby, un petit ours espiègle, en est le résultat.
En 1932, Van Beuren prévoyait de sortir une série de courts métrages sur les animaux sauvages avec en vedette le célèbre explorateur Frank Buck . Les dirigeants de RKO ont été tellement impressionnés par ces courts métrages de Van Beuren qu'ils ont décidé de les combiner dans un long métrage, Seigneurs de la jungle. Ce fut une décision commerciale très réussie, mais elle a laissé à la fois Van Beuren et RKO un vide dans leur programme de courts métrages. Van Beuren, contraint d'agir rapidement, trouve une série existante de comédies à deux rouleaux : les douze productions de Charlie Chaplin pour la Mutual film company, réalisées en 1916-17. Van Beuren a payé 10 000 $ chacun pour les courts métrages et a chargé son département d'animation de créer une nouvelle musique et des effets sonores pour les films muets. Le chef d'orchestre Gene Rodemichet et son assistant et successeur Winston Sharples ont composé les nouvelles partitions. RKO distribue les films de Chaplin en 1933-34. Chaplin n'était pas propriétaire de ces films; l'auteur Michael J. Hayde révèle que Chaplin avait refusé plusieurs opportunités de les acheter.
La Van Beuren Corporation a acquis et produit des longs métrages en prises de vues réelles tels que Adventure Girl (1934) et deux autres safaris Frank Buck, Wild Cargo (1934) et Frank Buck's Fang and Claw (1935). D'autres productions en direct de Van Beuren comprenaient une série de récits de voyage "Van Beuren Vagabond", une série de courts métrages de nouveauté racontés par l'équipe de comédie radio Easy Aces (Goodman Ace et Jane Ace) et des courts métrages de comédie musicale mettant en vedette Bert Lahr, Shemp Howard, entre autres.
Van Beuren est resté insatisfait et a accepté d'autoriser le personnage de bande dessinée populaire Le Petit Roi et la série humoristique radiophonique Amos 'n' Andy pour les adaptations animées. Aucune des séries n'a été couronnée de succès. Van Beuren a ensuite embauché le réalisateur de Walt Disney Burt Gillett et l'animateur Tom Palmer pour créer une nouvelle série de dessins animés en couleur. Ces dessins animés "Rainbow Parade" mettaient en vedette des personnages établis : Félix le chat, les perroquets de Parrotville , Molly Moo-Cow et la troupe de Toonerville Trolley.

## Fermeture
Les films en couleur de Van Beuren ont été bien accueillis et Van Beuren a finalement réussi à parrainer une série de dessins animés populaires. Cependant, RKO a conclu un accord pour distribuer de nouveaux dessins animés en couleur produits par le leader de l'industrie Walt Disney. RKO, n'ayant plus besoin des dessins animés de Van Beuren, met fin à la série Rainbow Parade.
Amadee J. Van Beuren est tombé malade pendant cette période. En juillet 1938, il subit un accident vasculaire cérébral qui finira par entraîner sa mort le 12 novembre 1938 par crise cardiaque.
Lors de sa convalescence après son accident vasculaire cérébral, Van Beuren ferma son studio plutôt que d'accepter la syndicalisation qui avait causé les problèmes du studio en 1935. 
Le catalogue du studio Van Beuren a été vendue pour la diffusion à la télévision, les ressorties et de films à domicile dans les années 1940 et 1950, notamment Unity Pictures, Walter Gutlohn/Library Films, Commonwealth Pictures et Official Films. Le catalogue est finalement entré dans le domaine public.